# La Stratégie
La Stratégie (с фр. — «Стратегия») — французский ежемесячный шахматный журнал. Основан в 1867 году в Париже Жаном Луи Прети, возглавлявшим его до 1875 года. Далее издание редактировал его сын Нюма Прети (1875—1907) и Анри Делер (1908—1940). Одно из популярных изданий своего времени. В 1930-е годах печатал многие публикации А. Алехина, в том числе его ранние партии. Издание прекращено в связи с оккупацией Франции нацистской Германией (1940).